# Södermanlands runinskrifter 143
Södermanlands runinskrifter 143 är en vikingatida runsten av gråsten vid Runtuna kyrka, Runtuna socken och Nyköpings kommun. Stenen är 97 gånger 83 centimeter stor. Runslingan är mellan 8 och 10 centimeter bred. Runstenen var på 1600-talet inmurad i kyrkogårdsmuren men är nu rest vid sidan av densamma.

## Inskriften
Translitterering av runraden:
· ayar : let : kiara : kumbl : baþi : eftiʀ : inkulf : sun : sin : hialbi : krist nat hans
Normalisering till runsvenska:
Øyarr let giæra kumbl baði æftiʀ Ingulf, sun sinn. Hialpi Krist and hans.
Översättning till nusvenska:
Öjar lät göra båda minnesmärkena efter Ingulv, sin son. Hjälpe Krist hans ande.